# 박피기

필러 사용 모습

박피기(剝皮機)란 사과, 고구마, 감자, 더덕, 도라지 등 과일따위나 채소따위의 껍질을 자동으로 제거해주는 기계를 말한다. 작업자의 편의를 위해 등장하기 시작하였으며, 현재에 와서는 많은 농산물 유통업체에서 노동시간 절감 및 인건비 절감의 목적으로 도입하고 있는 추세이다. 박피기가 존재하지 않았던 시절에는 필러(영어: peeler), 일명 껍질 벗기는 칼을이용하여 일일이 수작업을 해줬어야 함으로 작업자의 스트레스 및 노동시간이 굉장히 길었다. 필러는 우측에 보이는 이 독특한 유형의 부엌 칼로써, 손잡이에 부착된 날카로운 모서리가 있는 슬롯이 있는 금속 칼날로 구성되어 있으며 감자, 브로콜리 줄기, 당근 등 일부 야채와 사과, 배 등의 과일과 야채의 껍질을 벗기는 데 칼을 사용할 수 있다. 필러의 칼날에는 한쪽 면이 날카로워진 홈이 있다. 슬롯의 반대쪽은 칼날이 야채를 너무 깊게 자르는 것을 방지한다.

## 개요
오늘날 사용되는 필러에는 다양한 디자인이 있다. 대부분의 휴대용 필러는 직선형 또는 Y형이며 특정 디자인은 지역 및 개인 취향에 따라 다르다.